# Björn Knutsson
Björn Knutson (ur. 27 kwietnia 1938) – szwedzki żużlowiec, występujący również na torach długich.
Sześciokrotny finalista IMŚ na żużlu. 18 września 1965 na stadionie Wembley zdobył indywidualne mistrzostwo świata. Był również dwukrotnym wicemistrzem świata (1961, 1963).
Wielokrotny medalista drużynowych mistrzostw świata: czterokrotnie złoty (1960, 1962, 1963, 1964), dwukrotnie srebrny (1961, 1965) oraz brązowy (1966). Dwukrotny indywidualny mistrz Szwecji (1961, 1963), jak również wicemistrz (1960). Trzykrotny mistrz Szwecji w parach (1961, 1963, 1964)
Indywidualny mistrz Europy na długim torze (Seinäjoki 1965).

## Osiągnięcia
Indywidualne Mistrzostwa Świata
- 1961 -  Malmö - 2. miejsce - 12+3 pkt → wyniki
- 1962 -  Londyn - 4. miejsce - 10+2 pkt → wyniki
- 1963 -  Londyn - 2. miejsce - 13 pkt → wyniki
- 1964 -  Göteborg - 5. miejsce - 10 pkt → wyniki
- 1965 -  Londyn - 1. miejsce - 14 pkt → wyniki
- 1966 -  Göteborg - 10. miejsce - 5 pkt → wyniki